# Mads Kaggestad
Mads Kaggestad (Ringerike, 22 februari 1977) is een Noors voormalig wielrenner.

## Belangrijkste overwinningen
2002
- Eindklassement Ringerike GP

## Resultaten in voornaamste wedstrijden
| Jaar | Ronde van Italië | Ronde van Frankrijk | Ronde van Spanje |
| ---- | ---------------- | ------------------- | ---------------- |
| 2004 |                  |                     |                  |
| 2006 |                  |                     | 132e             |
| 2007 |                  |                     |                  |

| Jaar | Amstel Gold Race |  | Wereldranglijsten |
| ---- | ---------------- |  | ----------------- |
| 2004 |                  |  |                   |
| 2006 | 93e              |  |                   |
| 2007 | 94e              |  | 192e (UPT)        |